# Chaos in Motion 2007-2008
Chaos in Motion 2007-2008 is een dubbel-dvd van de progressieve metalband Dream Theater. Het is een registratie van verschillende optredens tijdens de Chaos In Motion tournee. Deze tournee begon op 3 juni 2007 in Milaan, Italië en eindigde op 4 juni 2008 in San Juan, Puerto Rico.
In een gelimiteerde oplage van 5.000 stuks is ook een dvd/cd-box verschenen met naast de dvd's het concert in audio op 3 cd's.

## Nummers

### dvd

#### Schijf 1
1. Intro/Also Sprach Zarathustra
2. Constant Motion
3. Panic Attack
4. Blind Faith
5. Surrounded
6. The Dark Eternal Night
7. Jordan Rudess Keyboard Solo
8. Lines In The Sand
9. Scarred
10. Forsaken
11. The Ministry Of Lost Souls
12. Take The Time
13. In The Presence Of Enemies
14. Schmedley Wilcox:
  - I. Trial Of Tears
  - II. Finally Free
  - III. Learning To Live
  - IV. In The Name Of God
  - V. Octavarium

#### Schijf 2
- Behind The Chaos On The Road - documentaire over de tournee
- Promo videos
  - De videoclips van

  1. Constant Motion
  2. Forsaken
  3. Forsaken (In Studio)
  4. The Dark Eternal Night (In Studio)
- Live Screen Projection Films
  1. The Dark Eternal Night (N.A.D.S.)
  2. The Ministry Of Lost Souls
  3. In The Presence Of Enemies Pt. 2
- Stage & Backstage Tour
- Photo Gallery

### Cd

#### Schijf 1
1. Intro/Also Sprach Zarathustra - 3:04
2. Constant Motion - 7:05
3. Panic Attack - 7:21
4. Blind Faith - 10:28
5. Surrounded - 15:21

#### Schijf 2
1. The Dark Eternal Night - 9:43
2. Jordan Rudess Keyboard Solo - 4:52
3. Lines In The Sand - 11:56
4. Scarred - 13:30
5. Forsaken - 5:40
6. The Ministry Of Lost Souls - 15:21

#### Schijf 3
1. Take The Time - 11:37
2. In The Presence Of Enemies - 25:59
3. Schmedley Wilcox: 21:28
  - I. Trial Of Tears
  - II. Finally Free
  - III. Learning To Live
  - IV. In The Name Of God
  - V. Octavarium

### Concerten
- "Intro/Also Sprach Zarathustra", "Constant Motion", "The Dark Eternal Night", "In The Presence Of Enemies" opgenomen in Ahoy Rotterdam, Nederland, 9 oktober 2007
- "Panic Attack" opgenomen in Luna Park Buenos Aires, Argentinië, 4 maart 2008.
- "Blind Faith", "Surrounded" opgenomen in Molson Amphitheater Toronto, Canada, 18 augustus 2007. Op de cd staan andere registraties van deze twee nummers vanwege een verwisseling van tapes. Onbekend is van welk concert de opnamen zijn.[1]
- "Jordan Rudess Keyboard Solo", "Lines In The Sand", "Scarred" opgenomen in Bank of America Pavillion, Boston, Verenigde Staten, 21 augustus 2007.
- "Percussive Nation Drum Jam", "Repentance" (met Mikael Åkerfeldt) opgenomen in Terminal 5, New York, Verenigde Staten, 21 en 22 mei 2008. (hiervan zijn alleen fragmenten te zien)
- "Forsaken", "The Ministry Of Lost Souls", "Schmedley Wilcox" opgenomen in het Orpheum Theater Vancouver, Canada, 6 mei 2008
- "Take The Time" opgenomen in Bangkok Hall, Bangkok, Thailand, 18 januari 2008

### Bandleden
- James LaBrie – zang
- John Myung – basgitaar
- John Petrucci – gitaar
- Mike Portnoy – drums
- Jordan Rudess – keyboards, lap steel gitaar en continuum